# Ranxo de Vidreres
La festa del Ranxo de Vidreres és una tradició popular, que se celebra a l'època de carnestoltes juntament amb el carnaval. Consisteix en l'elaboració d'un àpat popular. La celebració té un origen remot.

## Història
El document escrit més antic que es coneix és un article del 17 de març del 1895 a “El Distrito Farnense”, concretament a la pàgina 3.
El primer text oficial del Ranxo de Vidreres pertany a una acta del Ple de l'ajuntament de Vidreres del 1916 on s'escriu: "...se acordó que en motivo de temor, que debido a la crisis que atraviesa la población no se recoja lo bastante para verificarla costumbre conocida por el rancho de los pobres en el segundo día de Carnaval, autorizar al Sr. Alcalde para que de los fondos de beneficencias subvencione el referido acto con una cantidad prudencial que no pase de treinta pesetas si después de verificada la colecta lo considera necesario.".
El document fotogràfic més antic són unes instantànies de l'any 1922 capturades pel fotògraf Valentí Fargnoli Annetta. I finalment, el film més antic és de l'any 1933, fet pel Sr. Agustí Fabra i Bofill.

## Federació d'Escudelles, Ranxos i Sopes Històriques de Catalunya
Aquest tipus d'àpats tradicionals inunden el conjunt del territori català, i reben diferents noms; el Ranxo de Capmany; l'Escudella de Castellterçol, Gelida, La Seu d'Urgell; Lo Ranxo de Ponts i la Sopa de Verges, o la Caldera de Montmaneu, entre molts altres. "Catalunya Bull" (Edicions Sidilla) és el llibre de les sopes, els ranxos i les escudelles populars; de l'escriptora Judit Pujadó i Puigdomènech.
L'associació La Comissió del Ranxo és una de les set associacions fundadores de la Federació d'Escudelles, Ranxos i Sopes Històriques de Catalunya; que es va fundar el 10 de Novembre del 2018 a Capmany. La resta d'associacions fundadores són: El Ranxo de Capmany, l'Escudella de Castellterçol, La confraria de Santa Llúcia de Gelida, La confraria de Sant Antoni de la Seu d'Urgell, Lo Ranxo de Ponts i La Sopa de Verges.
Els objectius de la Federació són:
- Ocupar-se de la recerca de la memòria històrica de les Escudelles, Ranxo i Sopes Històriques de Catalunya..
- Agrupar les entitats històriques del país que tenen la finalitat de preservar el seu àpat patrimonial local.
- Iniciar un projecte comú de reconeixement més ampli per esdevenir Festa Patrimonial d'Interès Nacional de Catalunya, i cercar el reconeixement de la UNESCO pel patrimoni cultural immaterial.